# Henrik Kristoffersen
Henrik Kristoffersen (nascut el 2 de juliol de 1994) és un esquiador d'esquí alpí noruec i medallista olímpic.
Nascut a Lørenskog al comtat d'Akershus, Kristoffersen s'especialitza en els esdeveniments tècnics d'eslàlom i eslàlom gegant.
Va fer el seu debut a la Copa del Món el març de 2012 a Kranjska Gora, Eslovènia, i va aconseguir el seu primer podi al novembre de 2013, un tercer lloc en eslàlom a Levi, Finlàndia.
En els Jocs Olímpics d'Hivern de 2014 a Sotxi, Kristoffersen va guanyar la medalla de bronze en eslàlom a Rosa Khutor als 19 anys convertint-se en el medallista olímpic masculí més jove de la història de l'esquí alpí.
Està patrocinat per Red Bull.
Kristoffersen va guanyar l'eslàlom de Levi el 2014.
El 28 de gener de 2014, va guanyar la seva primera cursa de la Copa del Món, per davant de l'austríac Marcel Hirscher i de l'alemany Felix Neureuther, a l'eslàlom nocturn de Schladming (Àustria), davant d'una multitud sorollosa que incloïa Arnold Schwarzenegger. Era l'última prova abans dels Jocs Olímpics de Sochi.